# Festival du cinéma américain de Deauville 1991

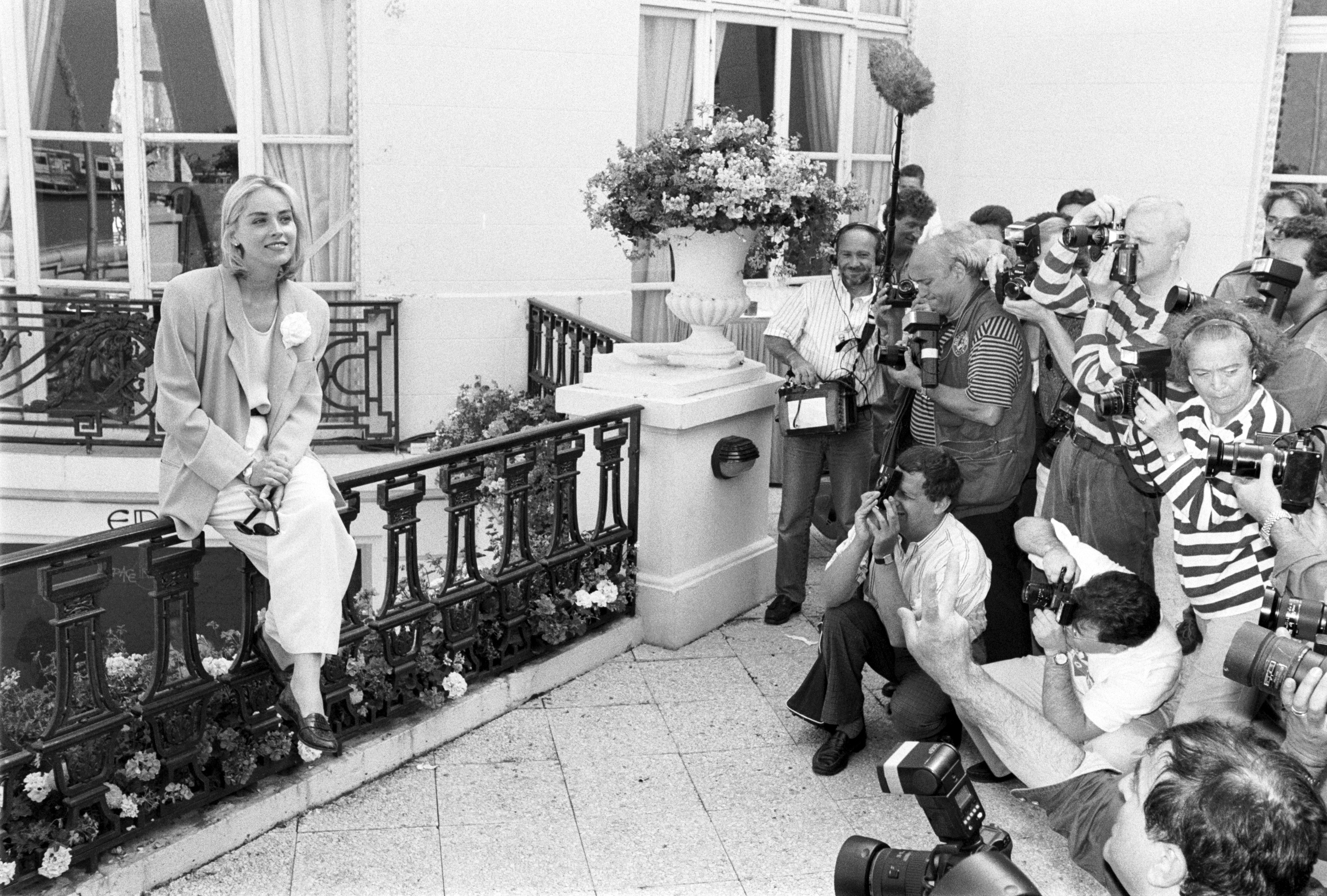
Sharon Stone au Festival du cinéma américain de Deauville en 1991 (Calvados, France).

Le Festival du cinéma américain de Deauville 1991, la 17e édition du festival, s'est déroulé du 30 août au 9 septembre 1991.

## Films en compétition
- My Own Private Idaho de Gus Van Sant
- Trust Me de Hal Hartley
- Hangin' with the Homeboys de Joseph B. Vasquez
- City of Hope de John Sayles
- Grand Isle de Mary Lambert
- Johnny Suede de Tom DiCillo
- Naked Tango de Leonard Schrader (en)
- Scorchers de David Beaird
- Troubles de Wolfgang Petersen
- Straight Out of Brooklyn de Matty Rich

## Hors compétition
- Un été en Louisiane de Robert Mulligan
- Rage in Harlem de Bill Duke
- Backdraft de Ron Howard
- Croc-Blanc de Randal Kleiser
- Hot Shots! de Jim Abrahams
- Pensées mortelles d'Alan Rudolph
- Les Aventures de Rocketeer de Joe Johnston
- Le Choix d'aimer de Joel Schumacher
- Y a-t-il un flic pour sauver le président ? de David Zucker
- Year of the Gun, l'année de plomb de John Frankenheimer
- La Vie, l'Amour, les Vaches de Ron Underwood
- Twenty-One de Don Boyd
- Eyes of an Angel de Robert Harmon
- Hit Man, un tueur de Roy London

## Hommages
- John Frankenheimer
- Mel Ferrer
- Richard Widmark
- Esther Williams
- Richard Dreyfuss
- Robert Mulligan
- John Sayles

## Palmarès
| Prix                               | Lauréat                                                                   |
| ---------------------------------- | ------------------------------------------------------------------------- |
| Prix de la critique internationale | My Own Private Idaho de Gus Van Sant                                      |
| Prix du public ex aequo            | Trust Me de Hal Hartley et Hangin' with the Homeboys de Joseph B. Vasquez |
| Coup de cœur LTC ex aequo          | My Own Private Idaho de Gus Van Sant et Trust Me de Hal Hartley           |